# Symphimus
Symphimus är ett släkte av ormar. Symphimus ingår i familjen snokar.
Arterna är med en längd av cirka 50 cm små och smala ormar. De förekommer i Mexiko och vistas i torra eller fuktiga skogar. Födan utgörs av gräshoppor och syrsor som ibland kompletteras med andra insekter. Individerna klättrar ibland i träd. Antagligen lägger honor ägg.
Arter enligt Catalogue of Life:
- Symphimus leucostomus
- Symphimus mayae